# Tre Valli Varesine 2024
La Tre Valli Varesine 2024, centotreesima edizione della corsa e valida come cinquantunesima prova dell'UCI ProSeries 2024 categoria 1.Pro, si svolse l'8 ottobre 2024 su un percorso di 200,3 km, con partenza da Busto Arsizio e arrivo a Varese, in Italia. La gara è stata cancellata dopo 50 chilometri a causa delle condizioni meteo avverse.

## Squadre e corridori partecipanti
| N.      | Cod. | Squadra                         |
| ------- | ---- | ------------------------------- |
| 1-7     | SOQ  | Soudal Quick-Step               |
| 11-17   | ADC  | Alpecin-Deceuninck              |
| 21-27   | AQT  | Astana Qazaqstan Team           |
| 31-37   | TBV  | Bahrain Victorious              |
| 41-47   | COF  | Cofidis                         |
| 51-57   | DAT  | Decathlon AG2R La Mondiale Team |
| 61-67   | EFE  | EF Education-EasyPost           |
| 71-77   | GFC  | Groupama-FDJ                    |
| 81-87   | IGD  | Ineos Grenadiers                |
| 91-97   | IWA  | Intermarché-Wanty               |
| 101-107 | LTK  | Lidl-Trek                       |
| 111-117 | MOV  | Movistar Team                   |
| 121-127 | RBH  | Red Bull-Bora-Hansgrohe         |

| N.      | Cod. | Squadra                       |
| ------- | ---- | ----------------------------- |
| 131-137 | DFP  | Team DSM-Firmenich PostNL     |
| 141-147 | JAY  | Team Jayco AlUla              |
| 151-157 | TVL  | Team Visma-Lease a Bike       |
| 161-167 | UAD  | UAE Team Emirates             |
| 171-177 | IPT  | Israel-Premier Tech           |
| 181-187 | TEN  | TotalEnergies                 |
| 191-197 | LTD  | Lotto Dstny                   |
| 201-207 | EUS  | Euskaltel-Euskadi             |
| 211-217 | COR  | Corratec Vini Fantini         |
| 221-227 | Q36  | Q36.5 Pro Cycling Team        |
| 231-237 | PTK  | Team Polti Kometa             |
| 241-247 | VBF  | VF Group-Bardiani CSF-Faizanè |